# Yavapaiïta
La yavapaiïta és un mineral de la classe dels sulfats, que pertany i dona nom al grup de la yavapaiïta. Rep el nom dels "yavapai", els primers que van habitar l'àrea on es va trobar el mineral.

## Característiques
La yavapaiïta és un sulfat de fórmula química KFe(SO₄)₂. Cristal·litza en el sistema monoclínic. Els cristalls, de fins a 0,6 mil·límetres, són lleugerament allargats al llarg de [010], i mostren escàs desenvolupament {001}, {101}, {100}, {201} i {110}; normalment granular equidimensional. La seva duresa a l'escala de Mohs es troba entre 2,5 i 3.
Segons la classificació de Nickel-Strunz, la yavapaiïta pertany a «07.AC - Sulfats (selenats, etc.) sense anions addicionals, sense H₂O, amb cations de mida mitjana i grans» juntament amb els següents minerals: vanthoffita, piracmonita, efremovita, langbeinita, manganolangbeinita, eldfellita, godovikovita, sabieïta, thenardita, metathenardita i aftitalita.

## Formació i jaciments
Es troba formada sota condicions fumarolítiques. Sol trobar-se associada a altres minerals com: voltaïta, sofre i jarosita. Va ser descoberta l'any 1959 a la mina United Verde, a Jerome, Black Hills, Comtat de Yavapai (Arizona, Estats Units).